# Sugarcane Hanover
Sugarcane Hanover, född 26 maj 1983 på Hanover Shoe Farms i Pennsylvania i USA, död 3 november 2009 på Erikssunds säteri i Sverige, var en amerikansk standardhäst. Han tränades inledningsvis av James W. Simpson i Nordamerika, och kördes då av Ron Waples. Efter säsongen 1987 flyttades han över till Norge, där han kördes och tränades av Gunnar Eggen.
Sugarcane Hanover sprang totalt in 9,3 miljoner kronor på 56 starter, varav 29 segrar, 4 andraplatser och 5 tredjeplatser. Han tog karriärens största segrar i Kentucky Futurity (1986), Breeders Crown 3YO Colt & Gelding Trot (1986), Nat Ray Trot (1987), Breeders Crown Open Trot (1987), Oslo Grand Prix (1988), Olympiatravet (1988) och March of Dimes Trot (1988). Han har även kommit på andraplats i Elitloppet (1988).
Då Sugarcane Hanover segrade i March of Dimes Trot på Garden State Park Racetrack i New Jersey den 17 november 1988, besegrade han världsstjärnor som franske Ourasi och amerikanskfödda Mack Lobell. Loppet kom senare att kallas för Århundradets lopp.

## Avelskarriär
Efter tävlingskarriären var Sugarcane Hanover verksam som avelshingst i bland annat Italien och Sverige, och blev mycket populär. Han avled den 3 november 2009 på Erikssunds säteri vid 26 års ålder. Nedan visas en lista på Sugarcane Hanovers tio mest vinstrika svenskregistrerade avkommor.
| #  | Född | Hästnamn          | Mor                | Morfar         | Kön    | Starter | Placeringar | Vinstsumma    |
| -- | ---- | ----------------- | ------------------ | -------------- | ------ | ------- | ----------- | ------------- |
| 1  | 1993 | Kramer Boy        | Traffic Jam        | Speedy Crown   | Hingst | 61      | 29-9-9      | 14 431 899 kr |
| 2  | 2000 | Hot Tub           | Bathing Beauty     | Nevele Pride   | Hingst | 126     | 42-11-12    | 8 721 531 kr  |
| 3  | 1991 | Good as Gold      | Theiza             | Texas          | Hingst | 104     | 31-21-12    | 7 519 958 kr  |
| 4  | 1997 | Skogans Joker     | Skogsbotösen       | Utah IX        | Hingst | 125     | 33-17-15    | 5 990 094 kr  |
| 5  | 1990 | Peace Kronos      | Titillating        | Mystic Park    | Sto    | 82      | 23-13-9     | 4 983 041 kr  |
| 6  | 1994 | Herr Jägermeister | Nealy Lobell       | Speedy Crown   | Hingst | 89      | 33-9-7      | 4 421 627 kr  |
| 7  | 1999 | Je t'aime Dream   | Je t'aime Hornline | Lindy's Crown  | Sto    | 31      | 16-5-2      | 4 258 260 kr  |
| 8  | 1996 | Zamia F.C.        | Twiggy F.C.        | Speedy Somolli | Sto    | 43      | 10-8-6      | 3 914 600 kr  |
| 9  | 1993 | Kejsare Sund      | Franceska Star     | Tibur          | Hingst | 87      | 21-15-11    | 3 794 390 kr  |
| 10 | 1995 | Magnifik Sund     | Noblessa Sund      | Noble Action   | Hingst | 137     | 24-23-14    | 3 231 089 kr  |